# 38e bataillon de chars de combat
Le 38e bataillon de chars de combat (38e BCC) est une unité de chars de l'armée française créée en 1939 et détruite début juin 1940 pendant la Bataille de France. 

## Historique
Le 38e BCC  est créé à partir du 28 août 1939 au centre de mobilisation no 509 de Maubeuge. Les militaires d'active du 509e régiment de chars de combat représentent un cinquième de l'effectif, le reste étant des réservistes souvent originaires du Nord de la France. Il est équipé de 45 chars Hotchkiss H35 et fait partie du 519e groupe de bataillons de chars de combat (GBCC) de la 1re armée.
En 1940, le régiment combat en Belgique puis dans le Nord de la France notamment entre Douai et Cambrai .. Il rejoint ensuite Dunkerque. Une partie de l'effectif (services et équipages survivant de chars détruits) parvient à s'embarquer tandis que les derniers combattants sont faits prisonniers le 4 juin à l'issue de la bataille . Les évacués seront renvoyés en France et finiront par se retrouver dans les Pyrénées où ils seront démobilisés après l'armistice.

## Ordre de Bataille
- Commandant : chef de bataillon Jules Marie Chevrel[3]
- Compagnie d'échelon : capitaine Bride puis capitaine Cloris[3]
- 1re compagnie : capitaine Bertho puis lieutenant Delaitre[3]
- 2e compagnie : capitaine Boucher[3]
- 3e compagnie : capitaine Renard[3]

Un char est directement affecté au chef de bataillon. Chaque compagnie de combat possède un char de commandement, une section d'échelon et quatre sections de trois chars. La compagnie d'échelon regroupe 4 sections d'échelon et 5 chars.

## Insigne
L'insigne représente un rhinocéros avec la devise « nous ... on passe ». Son concepteur, le capitaine Bride, s'est inspiré des chars Schneider avec lesquels il avait combattu lors de la Première Guerre mondiale et dont la silhouette évoque un rhinocéros. 1 000 insignes sont fabriqués en mars 1940.

## Marquages des chars
Selon le système standard des bataillons de chars de combat, les chars du 38e BCC sont marqués d'as. Les as bleus (lisérés de blanc) indiquent la 1re compagnie, les as blancs (liserés de couleurs vives) la 2e et les as rouges (liserés de blanc) la 3e. Les chars de la 1re section de chaque compagnie reçoivent un as de pique, ceux de la 2e section un as de cœur, ceux de la 3e section un as de carreau et ceux de la 4e section un as de trèfle.
La plupart des chars du 38e BCC arborent cinq cocardes françaises reparties sur leur carrosserie, cocardes peintes en 1938 au 509e RCC.

## Décoration
Le bataillon est décoré de la croix de guerre 1939-1945 avec citation à l'ordre de l'armée.

## Personnalité ayant servi au sein du régiment
- Daniel Divry (1912-2001), Compagnon de la Libération.